# 맨발의 청춘 (1998년 드라마)
《맨발의 청춘》은 1998년 2월 2일부터 1998년 3월 24일까지 방영된 월화 미니시리즈인데 당시 IMF 상황이었음에도 비현실적이자 통속적인 멜로극 형식을 표방했다는 지적 외에도 방송 당일에야 첫 회분을 완성하는 등 촬영일정에 허덕거려야 했다.
한편, 높은 시청률을 기록하여 프로포즈 이후 이어진 월화 미니시리즈의 슬럼프에서 벗어났으나 작위적 상황설정과 우연의 남발, 어설픈 연기 등의 지적을 받아왔다.

## 기획 의도
출생의 비밀을 갖고 태어난 주인공의 사랑과 야망을 그린 드라마

### 방송 일시
| 방송 채널 | 방송 기간                 | 비고 |
| --------- | ------------------------- | ---- |
| KBS 2TV   | 1998년 2월 2일 ~ 3월 24일 | 종료 |

## 등장 인물
- 배용준 : 장요석 역 - 주인공, 정자의 사생아, 경찰대 졸업
- 고소영 : 기혜준 역 - 요석을 사랑하는 법조인 집안의 딸
- 변우민 : 기승준 역 - 성재의 아들, 혜준의 오빠
- 이종원 : 장상엽 역 - 명식의 아들, 깡패
- 김원희 : 김예주 역 - 상엽의 아내
- 박근형 : 기성재 역 - 서울지검 특수부 부장검사, 혜준의 아버지
- 김무생 : 장명식 역 - 요석의 생부, 암흑가의 보스
- 김성겸 : 장도수 역 - 명석의 아버지
- 이보희 : 한수림 역 - 요석의 어머니
- 정성모 : 고강수 역
- 김학철 : 장명식의 오른팔 역
- 김정아
- 오욱철 : 기성재 고문 변호사 역
- 정동남 : 장명식의 부하 역
- 김주승
- 유태웅 : 강지훈 역
- 김주영
- 김창숙
- 이배국
- 양금석
- 박소현
- 김세준
- 박남현
- 문미봉
- 이종만
- 안대용
- 권이지
- 강경헌
- 이칸희
- 이은주
- 강성진
- 김하균
- 구자미
- 박철
- 양희경
- 문미봉
- 박해상
- 홍여진
- 김옥만
- 이원발
- 김남호
- 최수훈
- 이종태
- 정민
- 박경철
- 김진국
- 나수영
- 홍세은
- 하지원
- 이지형
- 이한위
- 김일란
- 서영진
- 송종원
- 경인선
- 최재원
- 임종국
- 양영준
- 원석연
- 정봉연
- 김여랑
- 이철민
- 이준우
- 윤진호
- 한태일
- 김창봉
- 정의갑
- 이원발
- 김람호

## 기타
- 김원희를 주역으로 캐스팅하는 과정에서 SBS 측과 한때 마찰을 빚었다.
- 인기 스타 배용준을 내세워 초반부터 높은 시청률을 기록했지만 엉성한 짜임새, 어설픈 연기, 과도한 폭력 장면으로 여론의 질타를 받았는데[4] 첫 회가 나간 뒤 주인공인 배용준이 "과도한 폭력드라마는 싫다"며 촬영을 거부했다는 소문까지 나돌았다.
- 야외촬영에 전산 PD를 5회부터 급히 투입시켰는데 KBS 측은 "담당 PD 김용규의 건강이 좋지 않아서 그랬다"고 해명했지만 방송가 측에서는 KBS 측이 일부 연기자들과 김용규 PD의 관계, 폭력묘사에 대한 비난 여론 등을 의식하여 전산 PD를 5회부터 투입한 것으로 보았다.
- 극 중 장영필 역의 이종원이 본인의 무리를 이끌고 상대편 조직의 은거지를 급습하여 패싸움을 벌이는 장면이 지나치게 폭력적이란 이유로 98년 2월 9일 방송위원회 회의에서 경고 조치를 받았다[5].